# بامداد افشار
بامداد افشار (زادهٔ ۱۳ خرداد ۱۳۶۵) آهنگ‌ساز و طراح صدای اهل ایران است. او برای ساخت موسیقی متن فیلم پوست برندهٔ سیمرغ بلورین بهترین موسیقی متن از سی و هشتمین جشنوارهٔ فیلم فجر شد.

## زندگی‌نامه
بامداد افشار در ۱۳ خرداد ۱۳۶۵ در تهران زاده شد. وی آثاری را در زمینه موسیقی متن و طراحی صدا برای سینما و تئاتر در ایران و خارج از ایران ساخته است. او همچنین با نشر چشمه (رادیو گوشه) در بخش تولید کتاب صوتی به عنوان ناظر و ساخت موسیقی همکاری کرده است. بامداد افشار سابقهٔ فعالیت در ارتباط با اصوات محیطی شهر تهران را نیز دارد. همچنین فعالیت‌های دیگری در ارتباط با ساخت ربات، هنر صدا و موسیقی الکترونیک دارد که اکثر این فعالیت‌ها با ایده‌پردازی و نظارت وی در گروهی به نام «اتاق» انجام می‌گیرد.
گروه «اتاق» تاکنون چهار آلبوم موسیقی منتشر کرده است و همکاری‌های بین‌المللی مانند ساخت موسیقی برای هنرمند ژاپنی تیوشی اُزاوا tsuyoshi ozawa ٫ اجازه استفاده از قطعات موسیقی گروه «اتاق» در مستند شرکت تلویزیونی وایس (Vice Media) و حق پخش ویدیو کلیپ «مرده‌ها خود خواهند» در فستیوال آنلاین اپرای مانهایم را دارد.

## مجموعه نمایش خانگی
| سال  | نام مجموعه                           | کارگردان        | سمت     | رتبه                                                                                 |
| ---- | ------------------------------------ | --------------- | ------- | ------------------------------------------------------------------------------------ |
| ۱۳۹۸ | کاشوخین                              | کیوان محسنی     | آهنگساز | برنده تندیس بهترین موسیقی متن از بخش بین‌الملل سیزدهمین جشنواره مارسی وب ۲۰۲۳ فرانسه. |
| ۱۳۹۹ | قورباغه                              | هومن سیدی       | آهنگساز |                                                                                      |
| ۱۴۰۰ | یاغی                                 | محمد کارت       | آهنگساز |                                                                                      |
| ۱۴۰۰ | نوبت لیلی                            | روح‌الله حجازی   | آهنگساز |                                                                                      |
| ۱۴۰۱ | روزی روزگاری مریخ                    | پیمان قاسم خانی | آهنگساز |                                                                                      |
| ۱۴۰۱ | پوست شیر                             | جمشید محمودی    | آهنگساز |                                                                                      |
| ۱۴۰۱ | رهایم کن                             | شهرام شاه‌حسینی  | آهنگساز |                                                                                      |
| ۲۰۲۲ | سریال انتقام مشروع (محصول کشور کویت) | عبدالله بوشهری  | آهنگساز |                                                                                      |
| ۲۰۲۲ | سریال والأمّه ( محصول کشور کویت )     | عبدالله بوشهری  | آهنگساز |                                                                                      |
| ۲۰۲۳ | سریال الحجرة (محصول کشور لبنان)      | فادی وفائی      | آهنگساز |                                                                                      |
| ۱۴۰۳ | جان‌سخت                               | مصطفی تقی‌زاده   | آهنگساز |                                                                                      |

## فیلم سینمایی
| سال  | فیلم سینمایی           | کارگردان                       | سمت                | رتبه |
| ---- | ---------------------- | ------------------------------ | ------------------ | --- |
| ۱۴۰۲ | باغ کیانوش             | رضا کشاورز حداد                | آهنگساز            | |
| ۱۴۰۲ | آریاشهر دو نفر         | حمید بهرامیان                  | آهنگساز            | |
| ۱۴۰۲ | پرویز خان              | علی ثقفی                       | آهنگساز            | |
| ۱۴۰۱ | یادگار جنوب            | حسین دوماری و پدرام پورامیری   | آهنگساز            | |
| ۱۴۰۱ | جنگ جهانی سوم          | هومن سیدی                      | آهنگساز            | |
| ۱۴۰۰ | بی‌مادر                 | سید مرتضی فاطمی                | آهنگساز            | |
| ۱۴۰۰ | ملاقات خصوصی           | امید شمس                       | آهنگساز            | |
| ۱۴۰۰ | بی رؤیا                | آرین وزیر دفتری                | آهنگساز            | |
| ۱۳۹۹ | ستاره بازی             | هاتف علیمردانی                 | آهنگساز            | |
| ۱۳۹۹ | بام بالا               | سیدجمال سیدحاتمی               | آهنگساز            | |
| ۱۳۹۹ | یدو                    | مهدی جعفری                     | آهنگساز            | کاندید بهترین موسیقی از سی و نهمین جشنواره فیلم فجر                                                                                       |
| ۱۳۹۹ | صحنه زنی               | علیرضا صمدی                    | آهنگساز            | |
| ۱۳۹۹ | روشن                   | روح‌الله حجازی                  | آهنگساز            | |
| ۱۳۹۹ | گربه سیاه              | کریم امینی                     | آهنگساز            | |
| ۱۳۹۸ | پوست                   | برادران ارک                    | آهنگساز            | برنده تندیس حافظ برای بهترین موسیقی متن از بیست و یکمین جشن دنیای تصویر. برنده سیمرغ بلورین بهترین موسیقی از سی و هشتمین جشنواره فیلم فجر |
| ۱۳۹۸ | سینما؛ شهر قصه         | کیوان علی محمدی علی اکبر حیدری | آهنگساز            | |
| ۱۳۹۷ | همچنان که می‌مردم       | مصطفی سیاری                    | آهنگساز            | |
| ۱۳۹۶ | مغزهای کوچک زنگ‌زده     | هومن سیدی                      | آهنگساز            | برنده جایزه تندیس حافظ برای بهترین موسیقی از نوزدهمین جشن دنیای تصویر نامزد بهترین موسیقی از دوازدهمین جشن منتقدان سینمایی ایران          |
| ۱۳۹۵ | تمارض                  | عبد آبست                       | آهنگساز و طراح صدا | |
| ۱۳۹۵ | طبل                    | کیوان کریمی                    | آهنگساز و طراح صدا | |
| ۱۳۹۵ | گیلدا                  | امید بنکدار کیوان علیمحمدی     | آهنگساز و طراح صدا | |
| ۱۳۹۴ | طبل                    | کیوان کریمی                    | آهنگساز و طراح صدا | |
| ۱۳۹۳ | اعترافات ذهن خطرناک من | هومن سیدی                      | آهنگساز            | نامزد بهترین موسیقی از نهمین جشن منتقدان سینمایی ایران                                                                                    |
| ۱۳۹۳ | ارغوان                 | کیوان علی محمدی امید بنکدار    | طراح صدا           | |

## فیلم مستند
| سال  | فیلم           | کارگردان                      | سمت                | جوایز                                                                          |
| ---- | -------------- | ----------------------------- | ------------------ | ------------------------------------------------------------------------------ |
| ۱۴۰۰ | بی بی جان      | ایمان پاکنهاد، نرگس جودکی     | آهنگساز و طراح صدا | برنده بهترین صدا از پانزدهمین جشنواره بین‌المللی فیلم مستند ایران (سینما حقیقت) |
| ۱۳۹۴ | نوشتن برشهر    | کیوان کریمی                   | آهنگساز و طراح صدا |                                                                                |
| ۱۳۹۲ | ابراهیم در آتش | امید بنکدار و کیوان علی محمدی | آهنگساز و طراح صدا |                                                                                |
| ۱۳۹۲ | مرز شکسته      | کیوان کریمی                   | آهنگساز و طراح صدا |                                                                                |

## فیلم کوتاه
| سال  | فیلم                     | کارگردان         | سمت                | رتبه                                                   |
| ---- | ------------------------ | ---------------- | ------------------ | ------------------------------------------------------ |
| ۱۳۹۹ | دوش آخر                  | نازنین کریمی     | آهنگساز            |                                                        |
| ۱۳۹۹ | بیچاره                   | امیر احمد قزوینی | آهنگساز            |                                                        |
| ۱۳۹۸ | کوچه                     | محمدرضا مصباح    | آهنگساز            |                                                        |
| ۱۳۹۸ | اکو                      | مهین صدری        | آهنگساز            |                                                        |
| ۱۳۹۳ | روشویی                   | جابر رمضانی      | طراح صدا           | برنده بهترین صدا از ششمین جشن مستقل فیلم کوتاه ایران   |
| ۱۳۹۲ | ماجراهای زن و شوهر کارگر | کیوان کریمی      | آهنگساز و طراح صدا |                                                        |
| ۱۳۹۰ | نیوزیف                   | محمد اسماعیلی    | طراح صدا           | برنده بهترین صدا از چهارمین جشن مستقل فیلم کوتاه ایران |

## نمایش و تئاتر
| سال  | نام تئاتر                                                       | سمت                 | کارگردان                          | رتبه                                                                    |
| ---- | --------------------------------------------------------------- | ------------------- | --------------------------------- | ----------------------------------------------------------------------- |
| ۱۴۰۰ | شکوفه‌های گیلاس                                                  | آهنگساز و طراحی صدا | محمد مساوات                       |                                                                         |
| ۱۳۹۹ | در انتظار گودو                                                  | آهنگساز و طراح صدا  | امیررضا کوهستانی                  |                                                                         |
| ۲۰۱۹ | فیلوکتِت - تئاتر برلین کمپانی «Duetsches theater"                | آهنگساز و طراح صدا  | امیررضا کوهستانی                  |                                                                         |
| ۲۰۱۸ | \|DIE ATTENTÄTERIN - تئاتر مونیخ کمپانی «Münchner Kammerspiele" | آهنگساز و طراح صدا  | امیررضا کوهستانی                  |                                                                         |
| ۱۳۹۸ | صد در صد                                                        | آهنگساز و طراح صدا  | مرتضی اسماعیل کاشی                | نامزد بهترین موسیقی از سی و ششمین جشنواره بین‌المللی تئاتر فجر           |
| ۱۳۹۷ | بینوایان                                                        | طراح صدا            | حسین پارسایی به رهبری بردیا کیارس |                                                                         |
| ۱۳۹۷ | می‌سی‌سی‌پی نشسته می‌میرد                                           | طراح صدا            | همایون غنی‌زاده                    |                                                                         |
| ۱۳۹۶ | شهر-بازی                                                        | کارگردان و آهنگساز  | بامداد افشار                      |                                                                         |
| ۱۳۹۶ | دیابولیک؛ رومئو و ژولیت                                         | آهنگساز و طراح صدا  | آتیلا پسیانی                      | نامزد بهترین صدا از سی و پنجمین جشنواره بین‌المللی تئاتر فجر             |
| ۱۳۹۶ | پروژه سی                                                        | طراح صدا            | همایون شجریان، سهراب پورناظری     |                                                                         |
| ۱۳۹۳ | صدای آهسته برف                                                  | طراح صدا            | جابر رمضانی                       |                                                                         |
| ۱۳۹۳ | هوموریباس                                                       | آهنگساز و طراح صدا  | یاسر خاسب                         |                                                                         |
| ۱۳۹۳ | ننه دلاور                                                       | آهنگساز و طراح صدا  | زهرا صبری                         |                                                                         |
| ۱۳۹۳ | باغبان مرگ                                                      | طراح صدا            | آروند دشت آرای                    |                                                                         |
| ۱۳۹۲ | بازگشت پسر نافرمان                                              | طراح صدا            | علی رازی                          |                                                                         |
| ۱۳۹۱ | عجایب المخلوقات                                                 | آهنگساز و طراح صدا  | رضا ثروتی                         | نامزد بهترین موسیقی از بیست و نهمین جشنواره بین‌المللی تئاتر فجر         |
| ۱۳۹۱ | وُیتسِک                                                           | آهنگساز و طراح صدا  | رضا ثروتی                         | نامزد بهترین موسیقی متن سال ۱۳۹۱ از کانون منتقدان تئاتر ایران           |
| ۱۳۹۱ | اسکلیک و بچه‌های پرواز                                           | آهنگساز و طراح صدا  | محمد عاقبتی                       |                                                                         |
| ۱۳۹۱ | تصمیم تصمیم                                                     | آهنگساز و طراح صدا  | مهدی فرشیدی سپهر                  | برنده بهترین موسیقی هجدهمین جشنواره بین‌المللی تئاتر کودک و نوجوان ایران |
| ۱۳۹۰ | منو تلخک                                                        | آهنگساز و طراح صدا  | نیما دهقانی                       |                                                                         |
| ۱۳۸۹ | مکبث                                                            | آهنگساز و طراح صدا  | رضا ثروتی                         | نامزد بهترین موسیقی از بیست و هشتمین جشنواره بین‌المللی تئاتر فجر        |

## انتشار آلبوم موسیقی
| سال  | نام آلبوم                        | اثر                        | سمت                | ناشر                | رتبه |
| ---- | -------------------------------- | -------------------------- | ------------------ | ------------------- | --- |
| ۱۴۰۱ | مینی آلبوم موسیقی متن سریال یاغی | بامداد افشار               | آهنگساز            | واک                 | |
| ۱۴۰۱ | موسیقی متن سریال نوبت لیلی       | بامداد افشار               | آهنگساز            | واک                 | |
| ۱۴۰۰ | تفریق ( مجموعه دو جلدی )         | گروه اتاق                  | آهنگساز            | واک                 | |
| ۱۴۰۰ | موسیقی متن فیلم پوست             | بامداد افشار               | آهنگساز            | واک                 | برنده تندیس حافظ برای بهترین موسیقی متن از بیست و یکمین جشن دنیای تصویر. برنده سیمرغ بلورین بهترین موسیقی از سی و هشتمین جشنواره فیلم فجر |
| ۱۴۰۰ | به دشت نفتون                     | گروه اتاق                  | تنظیم و ایده پرداز | واک - بتهوون        | |
| ۱۳۹۹ | تک آهنگ «شوجی ترایاما»           | گروه اتاق                  | آهنگساز            | واک                 | |
| ۱۳۹۸ | راز                              | هوشیار خیام و بامداد افشار | آهنگساز            | 30m record- هامبورگ | بهترین آلبوم سال ۲۰۲۰ از ایران از نگاه سایت beehype                                                                                       |
| ۱۳۹۸ | بالانس                           | گروه اتاق                  | آهنگساز            | شید رکورد           | |
| ۱۳۹۷ | شهر-بازی                         | گروه اتاق                  | آهنگساز            | شید رکورد           | کاندید بهترین موسیقی سال از جشن سالانه موسیقی ما                                                                                          |
| ۱۳۹۷ | موسیقی متن فیلم تمارض            | بامداد افشار               | آهنگساز            | بیپ تیونز           | |
| ۱۳۹۶ | غم نومه فریدون                   | حسین علیزاده و پیمان قدیمی | طراح صدا           | جوان                | |
| ۱۳۹۱ | آبی خاکستری سیاه                 | سعیده رحیمی                | آهنگساز            | پارت                | |